# Clayton, New Mexico
Clayton este o localitate, o municipalitate și sediul comitatului Union din statul New Mexico din Statele Unite ale Americii.